# جین میشل فری
جین میشل فری (انگلیسی: Jean-Michel Ferri؛ زادهٔ ۷ فوریهٔ ۱۹۶۹) بازیکن فوتبال اهل فرانسه است.
از باشگاه‌هایی که در آن بازی کرده‌است می‌توان به باشگاه فوتبال سوشو، باشگاه فوتبال نانت، باشگاه فوتبال لیورپول، و تیم ملی فوتبال فرانسه اشاره کرد.